# سایه‌زنی فونگ
سایه‌زنی فونگ (انگلیسی: Phong shading) به یک تکنیک درون‌یابی رویه در گرافیک سه‌بعدی اشاره دارد که درون‌یابی فونگ یا درون‌یابی سایه‌زنی بردار نرمال نیز خوانده می‌شود. به‌طور صریح نرمال‌های سطح بین چندضلعی‌های رسترشده را بنا به به بردارهای نرمالی و یک مدل انعکاس درون‌یابی می‌کند.